# 藤黄
藤黄（英語：gamboge）是一种黄色颜料，产于柬埔寨、越南、泰国、印度等地。其拉丁文名称即源于柬埔寨（Gambogia）一词。
藤黄取自热带金丝桃科植物的树脂，常用的包括藤黄属植物（柬埔寨与泰国）、（印度与斯里兰卡）、及（缅甸）等。
藤黄自古代由柬埔寨、越南等地传入中国后，成为中国画中一种常用的颜料。因多产越南而被为“林邑之黄”（林邑位于今越南中部），又称“越黄”。后“越”俗成为“月”，故称为“月黄”。此外，元代周达观记载真腊（位于今柬埔寨）文化的《真腊风土记》中称其为“画黄”，因而藤黄又被叫作“真腊画黄”。

## 延伸阅读
[在维基数据编辑]
 《欽定古今圖書集成·博物彙編·草木典·藤黃部》，出自陈梦雷《古今圖書集成》